# 벨라루스 국립도서관

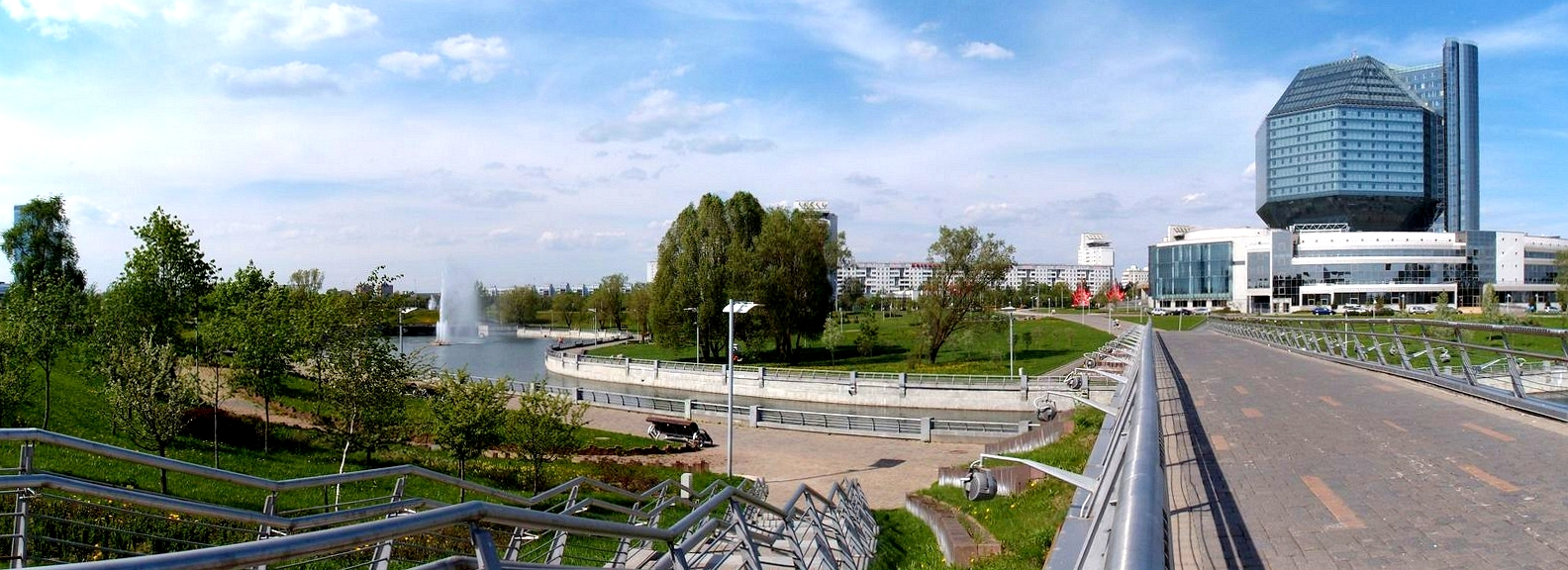
벨라루스 국립도서관

벨라루스 국립도서관(벨라루스어: Нацыянальная бібліятэка Беларусі)은 벨라루스 민스크에 위치한 국립도서관이다.